# I-Land
I-Land (아이랜드) est une émission télévisée sud-coréenne produite et diffusée sur Mnet du 26 juin au 18 septembre 2020 et organisée par Belift Lab, qui était au moment de la diffusion une coentreprise entre les entreprises CJ ENM et HYBE.
23 apprentis masculins ont participé à l'émission, dont sept ont été sélectionnés pour former le groupe Enhypen lors de la finale de l'émission le 18 septembre 2020. Les gagnants étaient Jungwon, Jay, Jake, Ni-ki, Heeseung, Sunghoon, et Sunoo ; les six premiers membres ont été choisis par classement mondial, et le septième par le choix des producteurs.
Une deuxième saison, I-Land 2, était attendue pour la première moitié de 2022 et devait mettre en avant des apprenties féminines ; cependant, le 15 juillet 2022, il a été annoncé que l'émission serait reportée. En 2023, HYBE a plutôt collaboré avec JTBC pour produire R U Next?, mettant en scène des apprenties qui allaient débuter dans le groupe Illit sous Belift Lab, devenant ainsi collègues de label avec Enhypen.
Le 24 juillet 2023, Mnet a annoncé la deuxième saison d'I-Land intitulée I-Land 2: N/⍺, sans affiliation avec Hybe ou Belift Lab, mettant en vedette des apprenties féminines. L'émission a commencé à être diffusée en avril 2024 et collabore avec The Black Label, avec le groupe final, Izna, débutant sous WakeOne.

## Concept
Vingt-deux (vingt-trois jusqu'à l'épisode 6) apprentis sont amenés dans un complexe appelé I-Land, situé au milieu de nulle part et entouré d'une forêt, pour une durée de 113 jours. Les apprentis vivent ensemble dans ce complexe de trois étages, qui dispose d'espaces de vie modernes, d'une salle de sport, de studios de danse, d'une salle de stockage pour les accessoires et de salles d'entraînement individuelles. Cependant, seuls 12 participants peuvent rester dans le complexe. Les autres se trouvent dans le "Ground", un bâtiment simple avec un studio de danse et une salle à manger, et doivent faire la navette entre le Ground et le bâtiment I-Land chaque jour à des horaires fixes. Les deux espaces sont reliés par une porte et une scène, où leurs compétences sont évaluées. Un élément clé du concept de l'émission est que les votes des participants et des producteurs jouent un rôle important, car ils décident qui reste dans l'I-Land et qui va au Ground. Bien que l'I-Land ne puisse accueillir que 12 apprentis, ceux-ci peuvent être éliminés et rétrogradés au Ground, où ils seront immédiatement remplacés par des apprentis venant du Ground.
Bien que l'émission se concentre principalement sur les votes des apprentis et des producteurs, le public peut voter pour décider qui reste dans l'I-Land lors de la dernière partie de la première partie de la saison. En fonction des résultats, les apprentis présents au Ground seront éliminés. À partir de là, les membres de l'I-Land s'affronteront entre eux dans la seconde partie de la saison pour déterminer qui fera partie du groupe final. Dans cette seconde partie, seuls les producteurs et le public peuvent voter.
Première dans les concours de télé-réalité sud-coréens, des caméras en direct diffusent des images de l'intérieur de l'I-Land et du Ground dans un segment d'une heure à la demande appelé I-LAND Cam. De nouvelles vidéos sont publiées chaque lundi, mercredi, vendredi et samedi sur l'application Weverse et son site Web. Lors de la dernière semaine de l'émission, I-LAND Cam a diffusé en direct en temps réel, tous les jours pendant une heure à partir de 18h heure coréenne; le dernier jour, pour le dernier épisode, les caméras ont diffusé en direct à partir de 5h du matin.

## Membres de l'émission
Narrateur : Namkoong Min 
Producteurs :
- Bang Si-hyuk
- Rain (1er partie uniquement)
- Zico (1er partie uniquement)

Directeurs musicaux :
- Pdogg
- Son Sung-deuk
- Wonderkid
- DOOBU

Invités :
- Hwang Kwang-hee (présentateur spécial)
- Kim Nam-joo du groupe Apink (présentateur spécial)
- JooE du groupe Momoland (présentateur spécial)
- Kim Sung-eun (présentateur spécial, épisode 9)
- BTS (épisodes 7 and 12)
- Bae Yoon-jung (épisode 7)
- The8, Jun, Hoshi, Dino du groupe Seventeen (épisode 10)
- Shin A-young (co-présentateur, finale)
- Tomorrow X Together (épisode 12)
- Seventeen (épisode 12, via AbemaTV)
- Participants éliminés (épisode 12)

## Participants
À l'origine, il y avait un total de 23 participants qui ont pris part à I-Land. Cependant, au fur et à mesure que l'émission avançait, un participant (Kim Yoon-won) s'est retiré volontairement lors du cinquième épisode de la première partie en raison d'une aggravation d'une blessure à la cheville.
Code couleur
- Membres finaux de Enhypen
- Participants éliminés au dernier épisode
- Participants éliminés dans la deuxième partie de I-Land
- Participants éliminés dans la première partie de I-Land
- Participants ayant quitté l'émission

| 23 Participants        | 23 Participants       | 23 Participants      | 23 Participants        | 23 Participants        | 23 Participants         |
| ---------------------- | --------------------- | -------------------- | ---------------------- | ---------------------- | ----------------------- |
| Yang Jung-won (양정원) | Jay (제이)            | Jake (제이크)        | Ni-ki (니키)           | Lee Hee-seung (이희승) | Park Sung-hoon (박성훈) |
| Kim Sunoo (김선우)     | K (케이)              | Daniel (다니엘)      | Ta-ki (타키)           | Hanbin (한빈)          | Lee Geon-u (이건우)     |
| Nicholas (니콜라스)    | EJ (변의주)           | Chu Ji-min (추지민)  | Noh Sung-chul (노성철) | Kim Tae-yong (김태용)  | Jung Jae-beom (정재범)  |
| Lee Young-bin (이영빈) | Jo Kyung-min (조경민) | Choi Jae-ho (최재호) | Choi Se-on (최세온)    | Kim Yoon-won (김윤원)  |                         |

## Audiences
- Les nombres en bleu représentent les taux les plus faibles et les nombres en rouge, les plus hautes cotes.
- NC indique que la note n'est pas connue.

L'émission a été faiblement vue en direct en Corée du Sud, mais la diffusion internationale a généré 13,6 millions de vues par épisode.
| Épisode # | Date de diffusion sud-coréenne | Part de marché d’audience | Part de marché d’audience | Part de marché d’audience |
| Épisode # | Date de diffusion sud-coréenne | AGB Nielsen               | AGB Nielsen               | AGB Nielsen               |
| Épisode # | Date de diffusion sud-coréenne | Mnet                      | tvN                       | Sum                       |
| --------- | ------------------------------ | ------------------------- | ------------------------- | ------------------------- |
| 1         | 26 juin 2020                   | 0.4%                      | 1.3%                      | 1.7%                      |
| 2         | 3 juillet 2020                 | 0.3%                      | 0.6%                      | 0.9%                      |
| 3         | 10 juillet 2020                | 0.3%                      | 0.7%                      | 1.0%                      |
| 4         | 17 juillet 2020                | 0.3%                      | 0.4%                      | 0.7%                      |
| 5         | 24 juillet 2020                | 0.4%                      | 0.4%                      | 0.8%                      |
| 6         | 31 juillet 2020                | 0.4%                      | 0.3%                      | 0.7%                      |
| Spécial   | 7 août 2020                    | NC                        | N/A                       | N/A                       |
| 7         | 14 août 2020                   | 0.6%                      | 0.4%                      | 1.0%                      |
| 8         | 21 août 2020                   | 0.4%                      | 0.4%                      | 0.8%                      |
| 9         | 28 août 2020                   | 0.5%                      | 0.3%                      | 0.8%                      |
| 10        | 4 septembre 2020               | 0.5%                      | 0.4%                      | 0.9%                      |
| 11        | 11 septembre 2020              | 0.5%                      | 0.3%                      | 0.8%                      |
| 12        | 18 septembre 2020              | 0.8%                      | N/A                       | N/A                       |

### Traduction
- (en) Cet article est partiellement ou en totalité issu de l’article de Wikipédia en anglais intitulé « I-Land » (voir la liste des auteurs).

### Sources
1. ↑  (en) « BTS’ label Big Hit launch ‘I-Land’ talent show to find next K-pop superstar », sur The Independent, 25 mai 2020
2. ↑  (ko) « CJ ENM-하이브, '아이랜드2'로 걸그룹 제작 », sur isplus.live.joins.com,‎ 27 septembre 2021
3. ↑  (ko-Hani) Kim Minji, « [단독] 엠넷 '아이랜드2', 편성 잠정 연기…올해는 어려울 듯 », sur news1.kr,‎ 15 juillet 2022
4. ↑  (en) « JTBC to air new idol audition show to form Belift Lab's new girl group », sur Korea JoongAng Daily, 1er juin 2023
5. ↑  (en) « 'I-LAND2' to air in first half of 2024 to debut new K-pop girl group », sur Korea JoongAng Daily, 10 juillet 2023
6. ↑  (en) Chin Carmen, « Here's everything you need to know about 'I-LAND' season two », sur NME, 29 novembre 2023
7. ↑  (en) « Mnet promises impartiality in new audition program with Big Hit », sur The Korea Times, 24 juin 2020
8. ↑  (en) Benjamin Jeff, « How Big Hit Entertainment & CJ ENM's 'I-Land' Program Can Create The 'Next Generation Of K-Pop' », sur Forbes
9. ↑  (ko) « [종합]방시혁X비X지코 뭉친 '아이랜드', 진화된 오디션으로 Mnet 신뢰 회복할까 », sur 스타투데이,‎ 24 juin 2020
10. ↑  (en) « Enter The I-Land With Big Hit and CJENM's New Show » [archive du 19 janvier 2022], 3 juillet 2020
11. ↑  (ko) « 아이랜드, 시청률과 달리 누적 시청자 수 1100만명 돌파 » [« Unlike the ratings of I-Land, the cumulative number of viewers exceeds 11 million »], sur Naver News (consulté le 1er août 2020)